# Klose-Hof

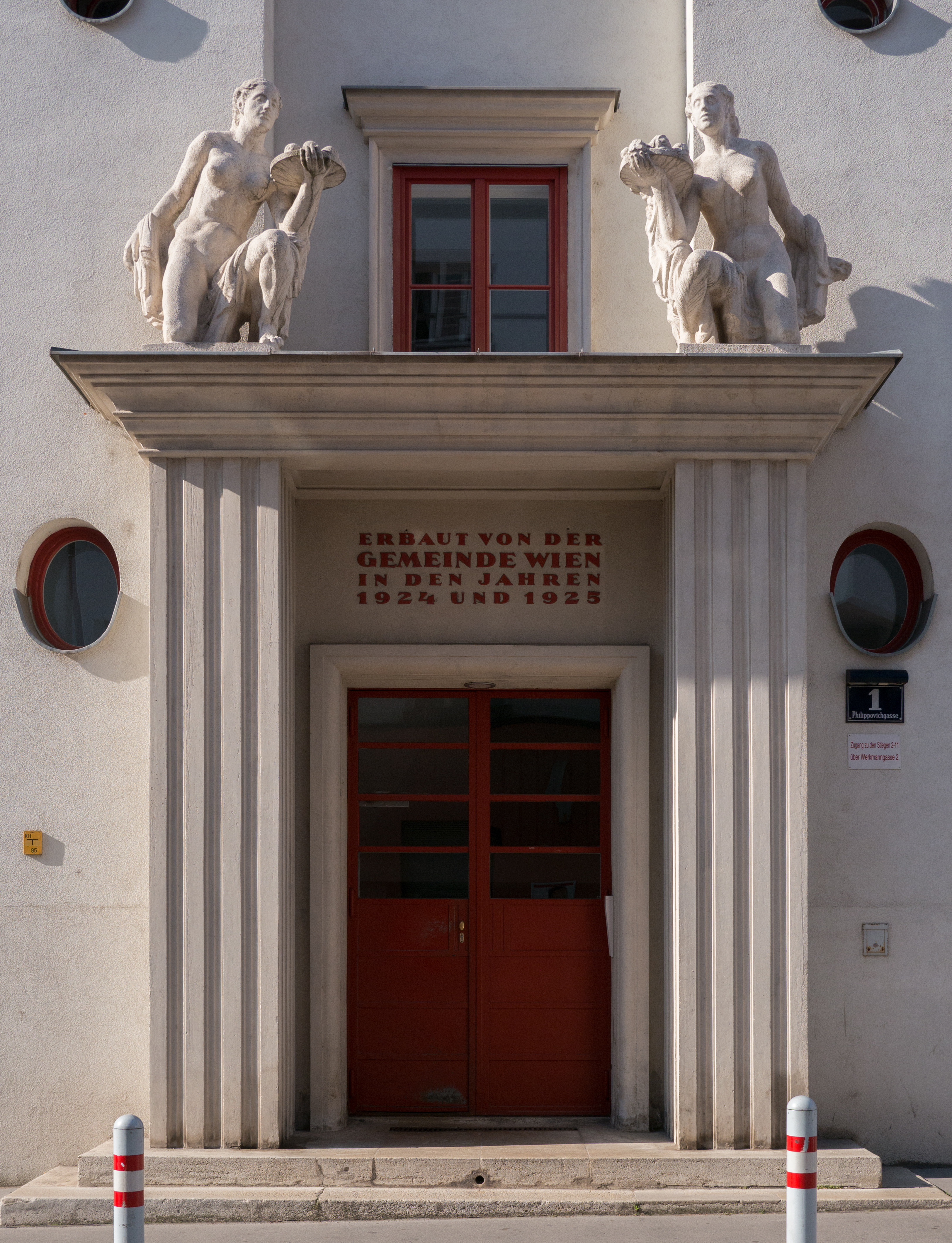
Das Portal mit den Fruchtträgerinnen von Anton Hanak

Der Klose-Hof ist ein Gemeindebau im 19. Wiener Gemeindebezirk Döbling. Er wurde zwischen 1924 und 1925 errichtet und umfasst 143 Wohnungen. Die von Josef Hoffmann geplante Wohnanlage wurde 1949 nach dem Schutzbündler Viktor Klose benannt.

## Lage
Der Klose-Hof liegt nahe dem Wiener Gürtel im Süden von Döbling (Katastralgemeinde Oberdöbling). Die Wohnhausanlage mit rechteckigem Grundriss wird im Süden von der Fickertgasse, im Westen von der Peezgasse, im Norden von der Philippovichgasse und im Osten von der Werkmanngasse begrenzt. Die offizielle Adresse der Wohnanlage lautet Philippovichgasse 1. Direkt neben dem Klose-Hof befindet sich im Norden der Pestalozzi-Hof, im Westen der Währingerpark und im Süden der Jüdische Friedhof Währing.

## Geschichte
Noch in den 1920er Jahren befanden sich an der heutigen Stelle des Klose-Hofes Gärten. Im Zuge der Errichtung des Klose-Hofes in den Jahren 1924 und 1925 wurden die hier befindlichen Straßen angelegt, auch der im Norden gelegene Pestalozzi-Hof wurde zwischen 1925 und 1926 erbaut. Ursprünglich beherbergte der Klose-Hof auch einen Kindergarten. Die Wohnanlage wurde 1949 nach Schutzbündler Viktor Klose (1904–1934) benannt. Klose hatte zu einer Gruppe gehört, die sich am 12. Februar 1934 im Zuge des Österreichischen Bürgerkrieges in einer Schule in der Grinzinger Straße 95 gesammelt hatte, um mit Gewehren ausgerüstet zu werden. Beim Verlassen des Gebäudes wurde Klose von der Polizei erschossen. 
Der Klose-Hof wurde in den Jahren 2003 bis 2005 um rund 8,1 Millionen Euro renoviert. Im Zuge der Arbeiten wurden Dach, Fassade, Fenster und Türen erneuert und der Gemeindebau an die Fernwärme Wien angeschlossen. Zudem entstanden bei der Sanierung 18 neue Wohnungen. 
Zu den bekanntesten Bewohnern des Klose-Hofes gehörten in den 1930er-Jahren die Malerin Berta Grünberg, der Graphiker und Schriftsteller Leopold Wolfgang Rochowanski und die Architekten Karl Schrittwieser und Ferry Wöber. Rochowanski gab später auch eine Festschrift zum 80. Geburtstag des Architekten Josef Hoffmann heraus.

## Bauwerk
Der Klose-Hof war der erste Gemeindebau, den der Architekt Josef Hoffmann verwirklichte. Er ließ auf dem fast quadratischen Grundriss eine fünfgeschoßige Blockrandverbauung errichten, wobei sich in der Mitte der geschlossenen Blockrandverbauung ein zentraler, ursprünglich höher geplanter Wohnturm befindet. Die Fassade wurde schlicht gestaltet und nur mit plastisch hervortretenden Streublumen verziert. Für zusätzliche Struktur in der Fassade sorgen die roten, dreiflügeligen Fenster mit quadratischer Fläche, wobei die Stiegenhausfenster leicht vertieft angelegt wurden. An der Straßenseite zur Peezgasse befinden sich zudem Loggien. Der Klose-Hof verfügt über zwei Eingänge. Während der klassizistische Haupteingang an der Werkmanngasse einen direkten Zutritt in den Hof des Gemeindebaus ermöglicht, befindet sich in der Philippovichgasse ein Zugang zur Stiege 2 mit einem herrschaftlichen Portal und den Plastiken „Früchteträgerinnen“, das Anton Hanak nach Plänen von Hofmann ausführte. Die übrigen der insgesamt elf Stiegen sind hingegen über den Hof des Gemeindebaus erschlossen. 